# KNIME

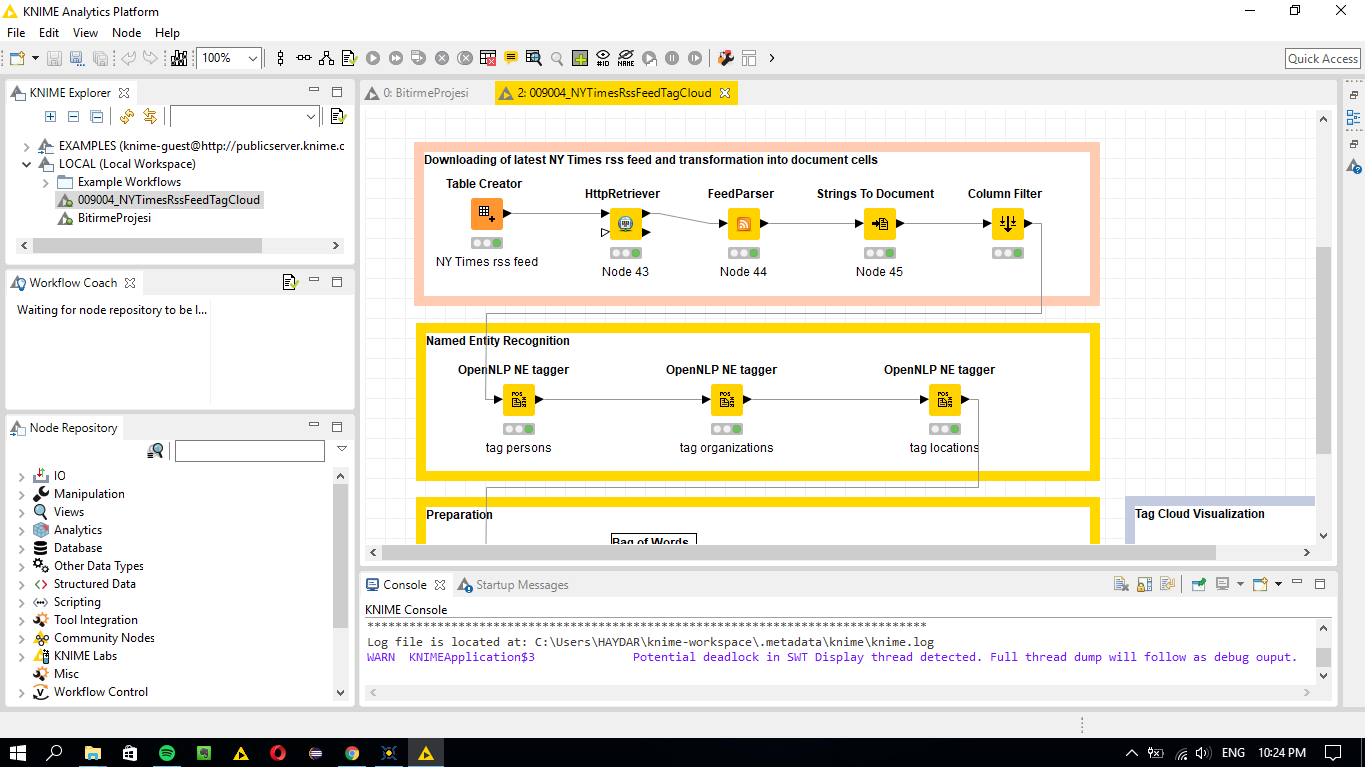
Fig. 1 Exemple d'aplicació amb interfície gràfica

KNIME (acrònim de Konstanz Information Miner, amb fonètica /naim/) és una plataforma d'anàlisi de dades amb interfície d'usuari gràfica similar a la plataforma Labview implementada amb programari de tipus codi obert. KNIME integra tot un seguit d'eines en l'àmbit de l'Aprenentatge automàtic i la Mineria de dades. El desenvolupament de KNIME va començar el gener de 2004 per un equip d'enginyers a la Universitat de Konstanz a Alemanya com un programari propietari en el sector farmacèutic. Amb el temps s'ha emprat en tots els camps científics i industrials on calgui el processament de dades. KNIME està dissenyat amb el llenguatge Java i es distribueix sota la llicència GNU General Public License. KNIME empra connectivitat JDBC amb base de dades i integra altres projectes de codi obert com Weka i LIBSVM (d'aprenentatge automàtic), Apache Spark i R (llenguatge de programació), plotly, JFreeChart, ImageJ (graficat de dades).